# Giovanni Crisci
Giovanni Crisci ist ein italienischer Kameramann und Filmregisseur.
Crisci führte 1971 für den Horrorfilm Byleth die Kamera und schrieb und inszenierte im Jahr darauf den Sexual-Aufklärungsfilm in Episoden Prima e dopo l'amore… un grido d'allarme, der allerdings erst 1974 in den Kinos gezeigt wurde.

## Filmografie
- 1971: Trio der Lust (Byleth)
- 1972: Prima e dopo l'amore… un grido d'allarme (auch Buch und Regie)